# 卢什涅区
卢什涅区是阿爾巴尼亞的36个旧区之一，这些区份在2000年7月全部撤销，并由新成立的12个州份取代。该区面积为712平方公里，人口数量为144,351人（2001年）。该区位于阿尔巴尼亚中西部，区府为卢什涅市。该区的范围为现今的非夏爾州的卢什涅、和迪夫亞卡两市镇。